# Cell Host & Microbe
Cell Host & Microbe è una rivista scientifica sottoposta a revisione paritaria e pubblicata dalla Cell Press. Essa è stata lanciata nel marzo 2007 e si occupa principalmente dello studio dei microbi, con particolare attenzione all'interfaccia tra il microbo e il suo ospite. La rivista è gestita da team editoriali e di produzione interni, che hanno la piena responsabilità della selezione e della preparazione dei contenuti da pubblicare.
Il fattore di impatto per il 2024 è pari a 20.6 e la rivista si colloca nel primo quartile delle categorie "Virologia", "Parassitologia" e "Microbiologia".